# Kostel svatého Mikuláše (Holostřevy)
Kostel svatého Mikuláše je původně románský kostel, nacházející se v obci Holostřevy v Plzeňském kraji.

## Stavební fáze
Původně románský kostel byl postaven na počátku 13. století. Z nejstarší stavební etapy se dochovaly přibližně dvě třetiny obvodového zdiva východní části lodi a úzké okno na jižním boku lodi. Ve 2. polovině 14. století došlo ke gotické přestavbě a kostel získal nový polygonální presbytář klenutý žebrovou křížovou klenbou, opěráky, triumfální oblouk, hrotitá okna s pozdně gotickými kružbami a sedile. Do gotického období je také možné zařadit malířskou výzdobu pokrývající stěny presbytáře, ostění oken či klenební žebra. Následně v letech 1740–1741 byla v rámci barokní přestavby prodloužena hlavní loď k západu a opatřena širokými gotizujícími okny. Ve stejném období byla postavena hranolová věž s kruhovým schodištěm a sakristie.

## Stavební podoba
Jedná se o jednolodní obdélnou stavbu s žebrovým klenutím nad presbyteriem a paprsčitou klenbou v pětibokém polygonálním závěru. Vnější stěny presbyteria jsou členěny opěráky a vysokými gotickými okny s kružbou. Užší presbytář odděluje vysoký půlkruhový triumfální oblouk a na severu k němu přiléhá barokní sakristie zaklenutá jedním polem křížové bezžeberné klenby. Obdélná loď kostela je krytá rozměrným plochým stropem, prolomená dvěma páry širokých gotizujících oken a na severní straně pravoúhlým barokním portálem. V západní části stojí na dvou pilířích kruchta, která vybíhá do prostoru slabě prohnutou křivkou balustrové poprsnice. Výrazným prvkem kostela je hranolová věž se schodišťovým přístavkem, která přiléhá k západnímu průčelí. Stěny věže jsou členěny nárožními pilastry nesoucími profilovanou římsu. Na vnější zdi se nalézá dochovaná exteriérová gotická figurální malba. Technický stav kostela byl v důsledku dlouhodobého chátrání nevyhovující. V roce 2009 proběhla rekonstrukce poničeného zastřešení barokní věže.

## Zasazení do krajiny a historický význam místa
Celý areál kostela sv. Mikuláše s bývalým hřbitovem je součástí obce Holostřevy u Boru. Je vymezen kamennou ohradní zdí se vstupní bránou v severozápadním nároží. V blízkosti kostela se nalézá barokní fara, kterou nechal postavit kladrubský opat Josef Sieber v 1. polovině 18. století.